# Gefleckte Wurmseegurke
Die Gefleckte Wurmseegurke (Synapta maculata) ist, ausgestreckt, mit einer maximalen Länge von 2,5 Metern, die größte Seegurke. Die Tiere kommen im Roten Meer und im tropischen Indopazifik von Ostafrika bis nach Japan und den Inseln des südlichen Pazifik vor. Sie leben in flachem Wasser, in Tiefen von zwei bis 25 Metern auf Weichböden, zwischen Algen, auf Sandflächen und auf Muschelbruch. Sie lebt einzeln und ist stellenweise sehr häufig.

## Merkmale
Der weiche und schwammige Körper der Gefleckten Wurmseegurke erreicht einen Durchmesser von fünf Zentimetern. Er kann stark gedehnt und auch kürzer zusammengezogen werden. Bei Berührung der Seegurke bleibt die menschliche Hand an der Haut kleben, was auf die ankerförmigen Kalksklerite in der Haut des Tieres zurückzuführen ist. Hebt man die Seegurke aus dem Wasser, kann ihre Haut zerreißen. Rund um ihren Mund hat die Gefleckte Wurmseegurke 15 gefiederte Tentakel, mit denen sie organische Stoffe und Biofilme vom Meeresboden auftupft. Ihre Farbe ist variabel. Sie ist immer gesprenkelt und hat eine weißliche, braune, braungelbe oder bronzene Grundfarbe. Charakteristisch sind fünf braune oder gelbliche Längsbänder sowie zahlreiche braune Querbänder.
Über die Vermehrung der Gefleckten Wurmseegurke ist bisher nichts bekannt.